# René Reinicke
René Reinicke (né en 1860 à Strenznaundorf (de); mort en 1926 à Steingaden) est un illustrateur et un peintre allemand.

## Quelques œuvres

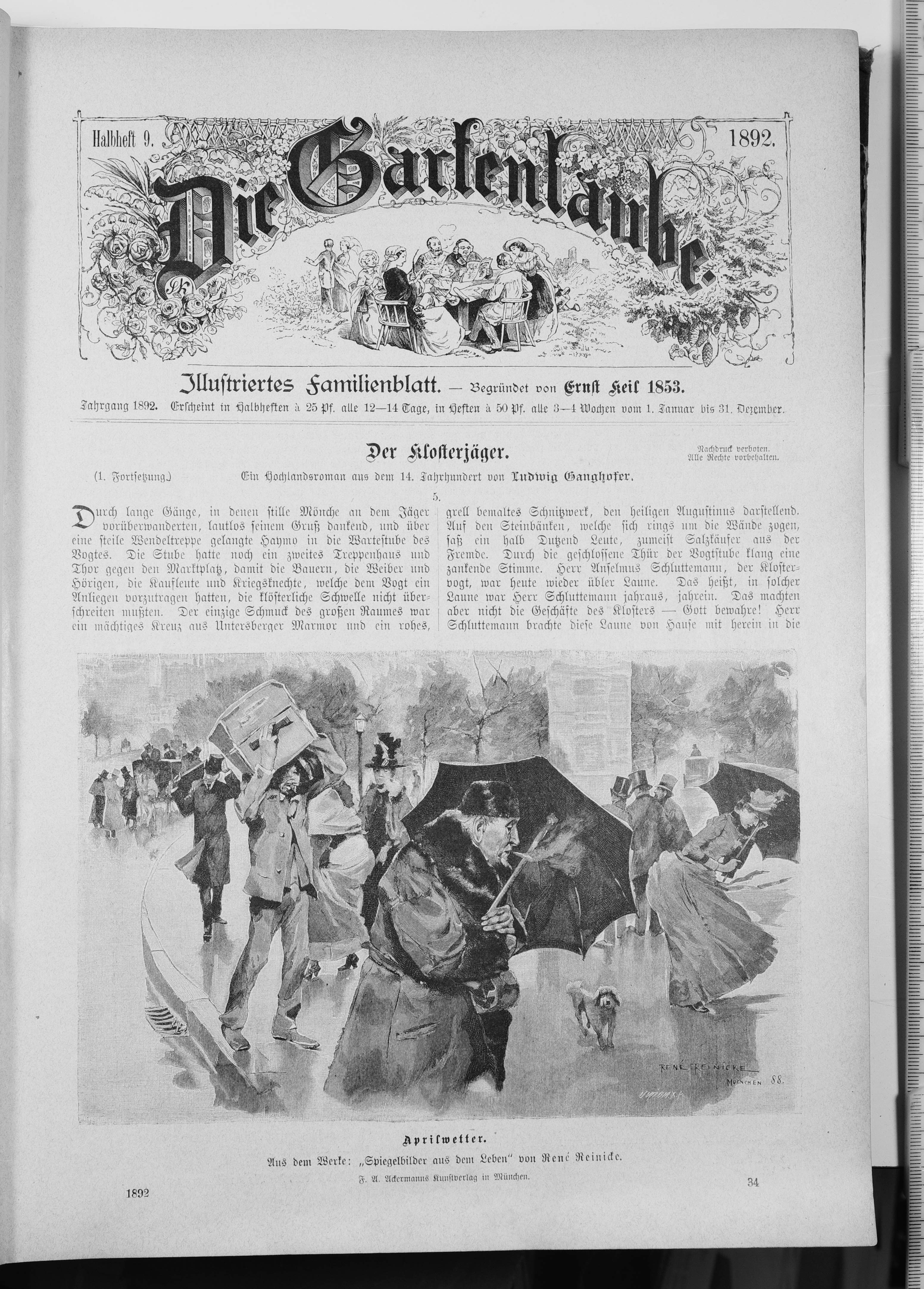
Illustration de René Reinicke parue dans Die Gartenlaube
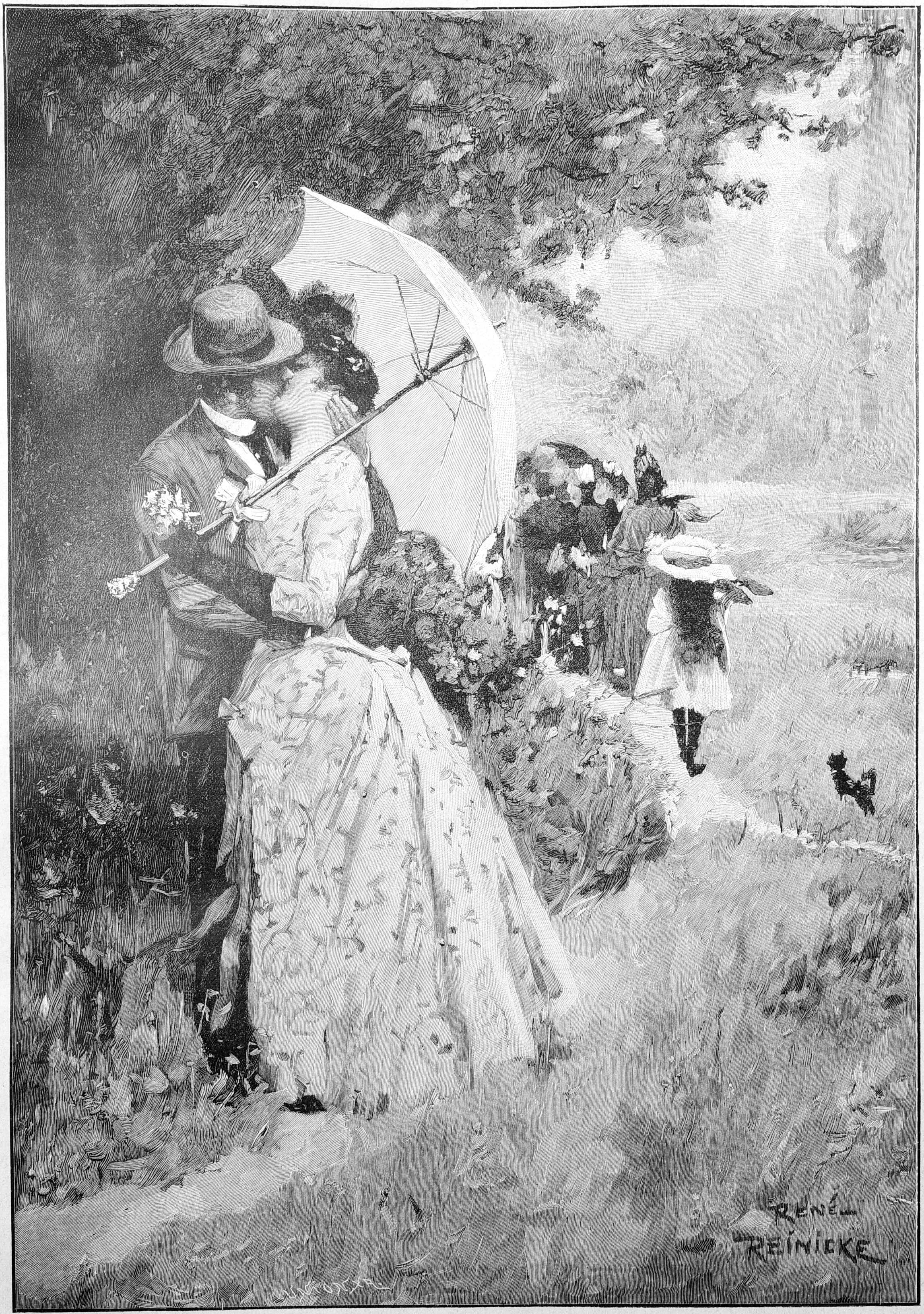
Illustration de René Reinicke parue dans Die Gartenlaube
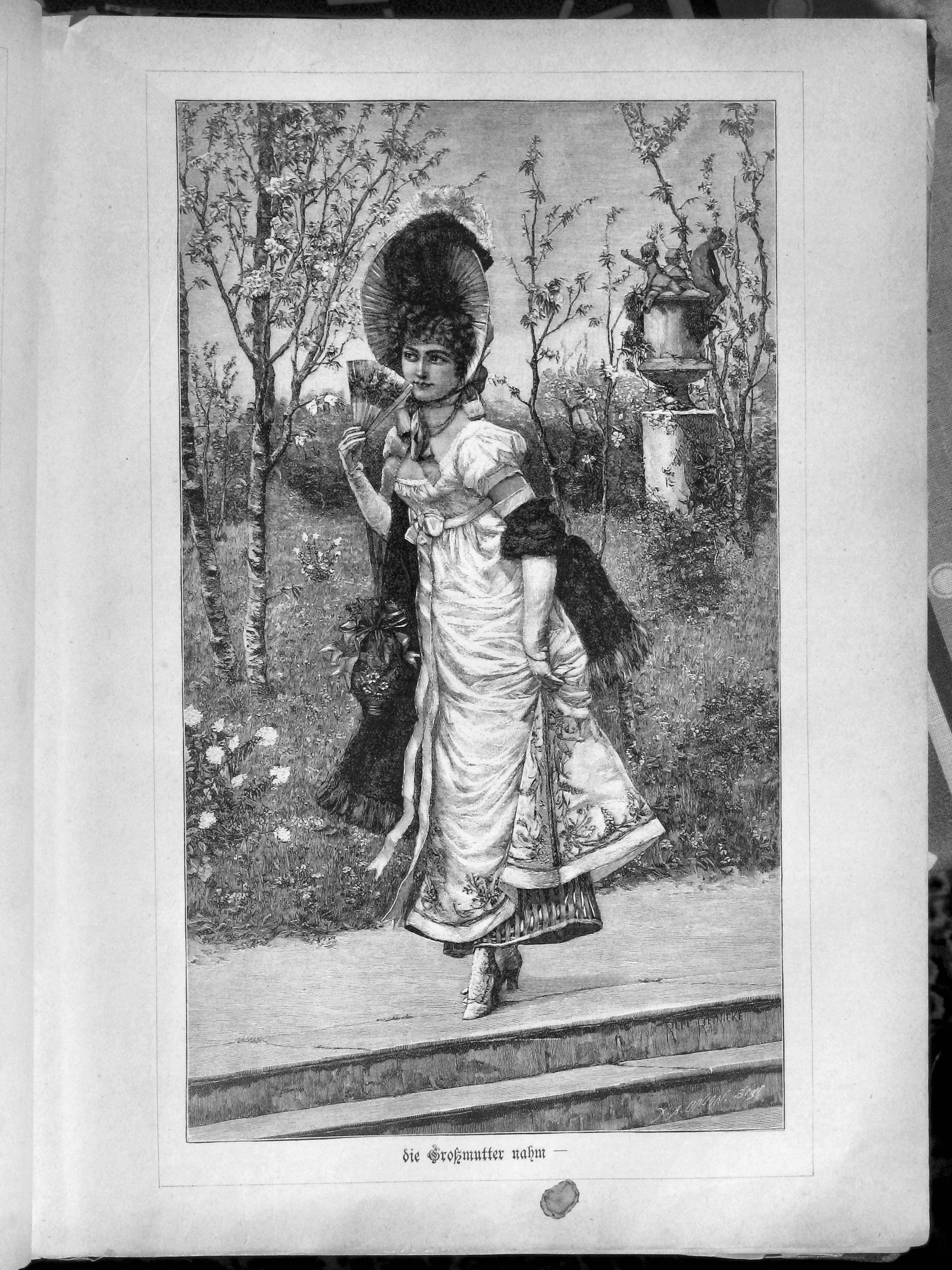
Die Grossmuter nahm, illustration de René Reinicke parue dans  Die Gartenlaube
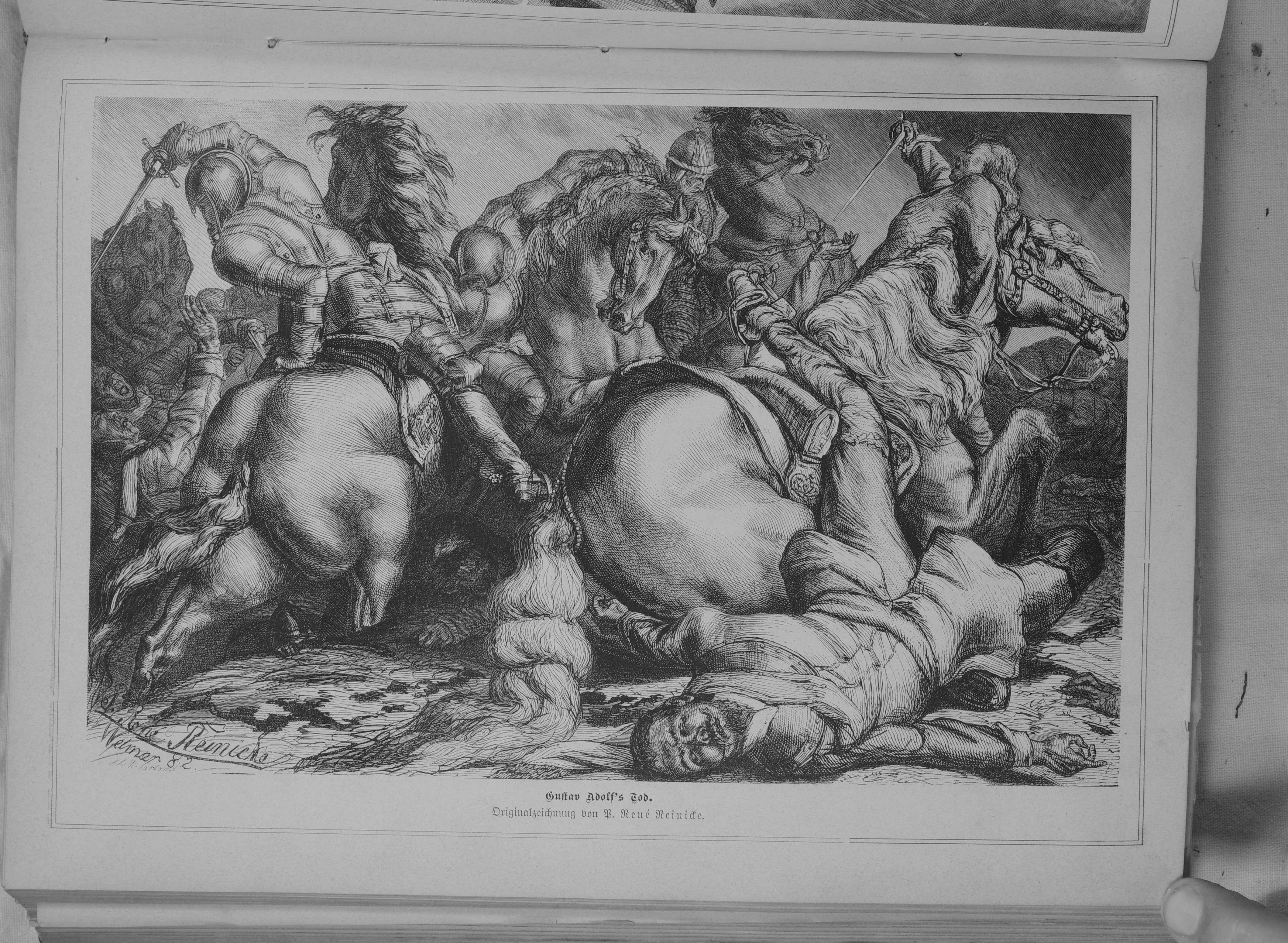
Gustav Adolf's Tod, illustration de René Reinicke parue dans Die Gartenlaube
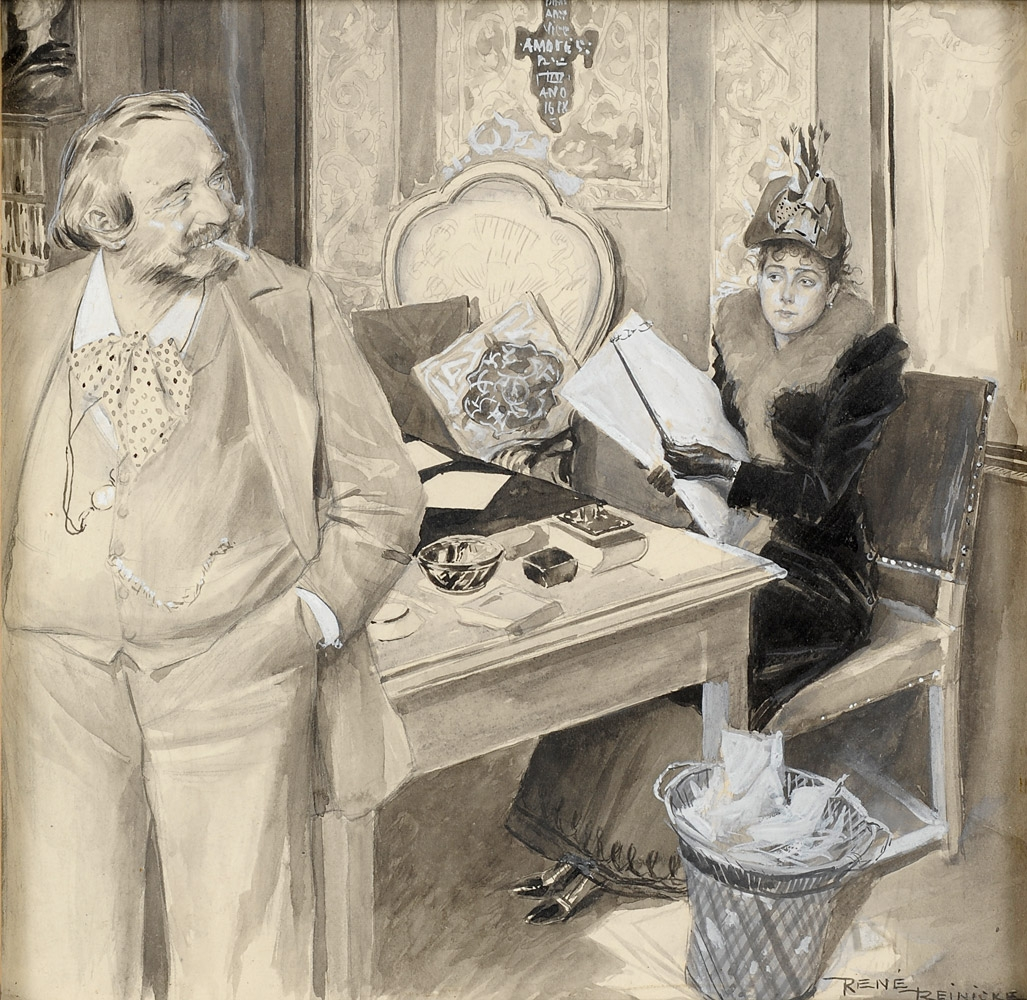
Im Café
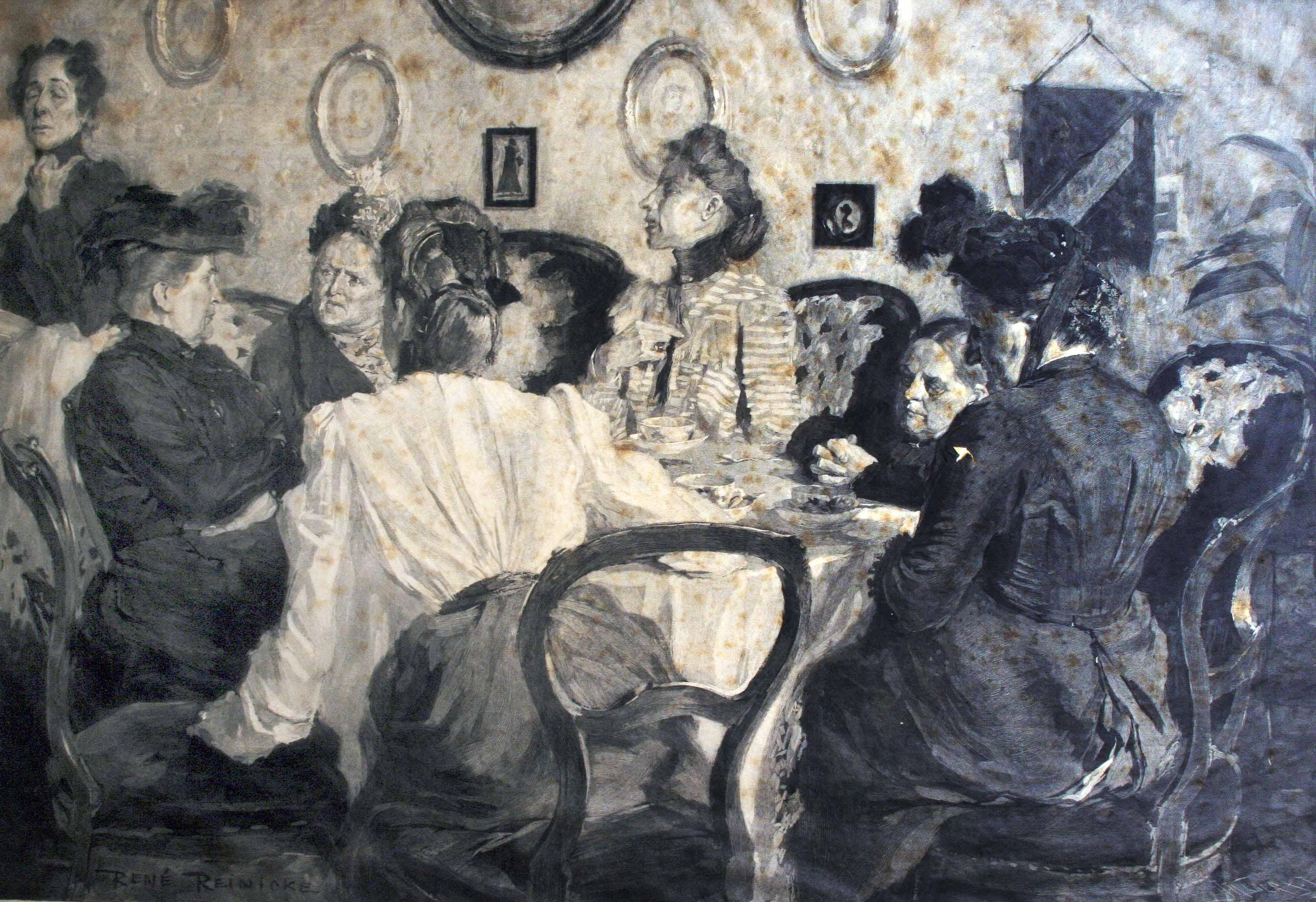
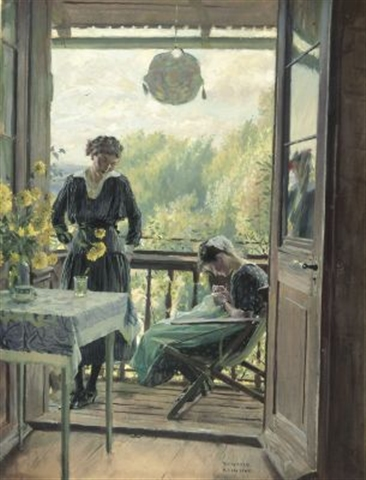
Gespräch auf dem Balkon